# Dansknoter
Dansknoter er et dansk fagtidsskrift udgivet af Dansklærerforeningen.
Dansknoter er målrettet undervisere i de gymnasiale uddannelser, ligesom det er et kulturtidsskrift, med litterære og kunstneriske bidrag, hvor danskfaget og danskfagets placering i offentligheden er til diskussion og refleksion.
Dansknoter støttes af Bladpuljen og tipsmidlerne, udkommer fire gange om året og i et oplag på omkring 3.000 eksemplarer.
Ansvarshavende redaktør er Birgitte Darger.
Nyere udgaver af tidsskriftet kan læses digitalt gennem Issuu.